# 4964 Kourovka
4964 Kourovka è un asteroide della fascia principale. Scoperto nel 1979, presenta un'orbita caratterizzata da un semiasse maggiore pari a 2,2622609 UA e da un'eccentricità di 0,1235702, inclinata di 4,91341° rispetto all'eclittica. L'asteroide è intitolato all'osservatorio astronomico di Kourovka, situato presso il villaggio di Kourovka vicino a Ekaterinburg, in Russia.